# Сафонов Микола Антонович
Микола Антонович Сафонов (1894, село Доротичі Сарненського повіту, тепер у складі міста Сарни Сарненського району Рівненської області — ?) — український радянський діяч, слюсар, селянин села Доротичі Сарненського району Рівненської області. Депутат Верховної Ради СРСР 1-го скликання від Рівненської області (з 1940 року).

## Біографія
Народився в бідній селянській родин. Батьки наймитували у поміщиці Яніхіної.
З вісімнадцятирічного віку Микола Сафонов працював чорноробом залізничного депо станції Сарни. Через півроку став помічником слюсаря, а потім кваліфікованим слюсарем депо станції Сарни.
Польська влада звільнила Сафонова з роботи в депо. Він змушений був працювати у сільському господарстві в рідному селі. З 1927 року — сторож школи у селі Доротичах. На цій роботі був до часу захоплення Західної України Червоною армією у вересні 1939 року.